# Geohintonia mexicana
Geohintonia mexicana là một loài thực vật có hoa trong họ Cactaceae. Loài này được Glass & W.A.Fitz Maur. mô tả khoa học đầu tiên năm 1992.

## Hình ảnh

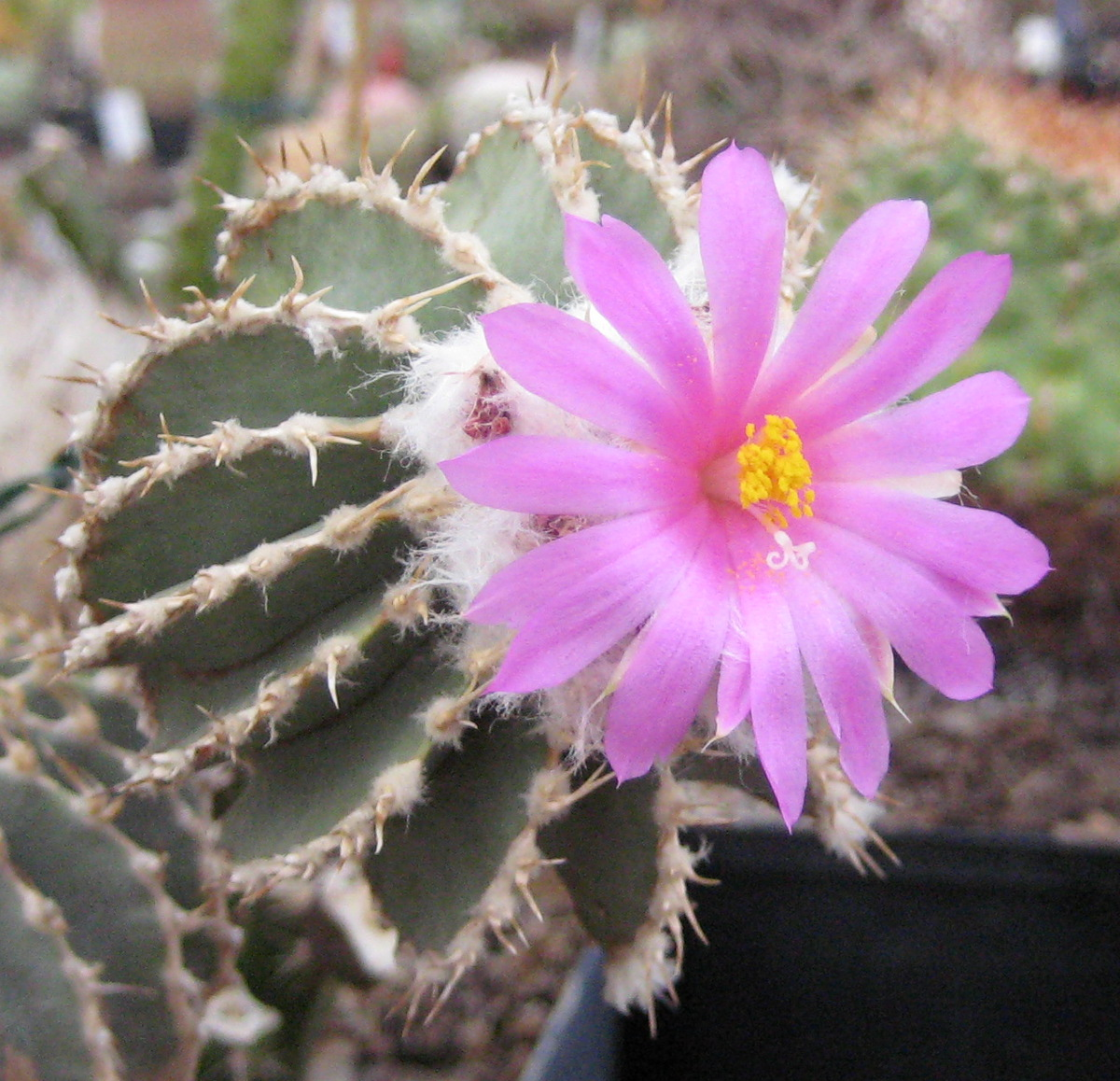